# 荒川博之
荒川 博之（あらかわ ひろゆき、1959年12月21日 - ）は、栃木県を登録地としていた競輪選手。日本競輪学校第49期生。師匠は鈴木正彦（34期）。

## 来歴
栃木県立小山高等学校時代の1976年、第48回選抜高等学校野球大会に出場し準優勝を経験。さらに同年開催の第58回全国高等学校野球選手権大会にも出場した。
1982年5月2日、取手競輪場でデビューし初勝利、その後2走も勝利し、デビュー場所で完全優勝を果たした。
1985年、第一回全日本選抜競輪（前橋競輪場）の決勝に進出し4着。1987年、オールスター競輪（宇都宮競輪場）の決勝に進出し9着。
2007年1月18日、選手登録削除。通算成績1851戦245勝、通算優勝回数42。

## 弟子
- 神山雄一郎（61期）[2]